# Steve O'Rourke
Steve O'Rourke (1. října 1940, Willesden, Londýn, Anglie – 30. října 2003, Miami, Florida, Spojené státy americké) byl nejvíce známý jako manažer velmi vlivné rockové skupiny Pink Floyd, přidal se k ní po odchodu Syda Barretta v roce 1968 až do své smrti.
O'Rourke zemřel na mrtvici v Miami na Floridě ve Spojených státech v roce 2003. Jeho pohřeb se konal dne 14. listopadu 2003 v chichesterské katedrále v Sussexu v Anglii, kde členové Pink Floyd David Gilmour, Rick Wright a Nick Mason společně vystupovali na veřejnosti poprvé od října 1994. Hráli „The Great Gig in the Sky“ s Dickem Parrym na saxofon, při ukládání rakve.